# جورج إي. وودز
جورج إي. وودز (بالإنجليزية: George E. Woods)‏ هو محامي وقاضي أمريكي، ولد في 10 أكتوبر 1923 في كليفلاند في الولايات المتحدة، وتوفي في 9 أكتوبر 2007 في بلدة ووترفورد في الولايات المتحدة.